# Failliete boedel
Een failliete boedel bestaat uit alle bezittingen van een natuurlijk persoon of van een rechtspersoon die failliet is verklaard, zolang het faillissement nog niet is beëindigd. De boedel wordt verzegeld, niemand heeft er nog zeggenschap over of mag er over beschikken, behalve de curator die door de rechter is aangesteld. De failliete boedel wordt in principe door de curator te gelde gemaakt om de schuldeisers zoveel mogelijk van hun vorderingen te betalen. De schulden zelf zijn geen onderdeel van de failliete boedel. Een rechter-commissaris houdt toezicht op het beheer van de failliete boedel. Voordat de curator overgaat tot liquidatie (het te gelde maken van de boedel), moet een boedelbeschrijving worden opgesteld met waardebepaling van alle goederen van de boedel.
Is de failliet een rechtspersoon, kunnen schuldeisers hun vorderingen meestal niet op het privé vermogen van bestuurders en eigenaren verhalen, enkele uitzonderingen daargelaten. Is de failliet en natuurlijke persoon kunnen schuldeisers zich niet verhalen op een aantal persoonlijke bezittingen van de failliet, zoals een bed en matras, enz.
Deze persoonlijke bezittingen vallen buiten de failliete boedel.
Het is mogelijk dat een failliete boedel als een geheel wordt verkocht.
Het onttrekken van bezittingen aan een failliete boedel is faillissementsfraude.
Er zijn methoden om te voorkomen dat gelden en goederen in een failliete boedel vallen. Bijvoorbeeld:
- Een stichting derdengelden bij advocaten en notarissen
- Het effectenbewaarbedrijf van een bank wordt ondergebracht in een separate rechtspersoon.
- Levering onder eigendomsvoorbehoud.

## Trivia
- "Een failliete boedel" wordt ook in overdrachtelijke betekenis gebruikt, om aan te geven dat een bedrijf afstevent op een faillissement, of om aan te geven dat de schulden groter zijn dan (de waarde van) de bezittingen.